# Ealing Common (métro de Londres)
Ne doit pas être confondu avec Ealing Common (parc).
Ealing Common est une station de la District line et de la Piccadilly line du métro de Londres, en zone 3. Elle est située dans le quartier d' Ealing Common, dans le Borough londonien d'Ealing.